# シャープコミカルス・ちゃりんぼ兄弟
『シャープコミカルス・ちゃりんぼ兄弟』（シャープコミカルス・ちゃりんぼきょうだい）は、1960年3月15日から同年6月7日までフジテレビ系列局ほかで放送されていた関西テレビ製作のコメディ番組である。早川電機とシャープ電機（現・シャープ）のグループ単独提供。全13回。放送時間は毎週火曜 19:00 - 19:30 （日本標準時）。

## 概要
藤山寛美と大村崑が演じるセールスマン兄弟の騒動を描いたドタバタ・コメディ。「ちゃりんぼ」とは大阪弁で「ちゃり舞」から出たとされる言葉で、ひょうきんものでそのくせゴンタ、どこか抜けていて憎めない存在の人のことを指すと番組冒頭のナレーションで説明していた。番組中、坪井研二によるシャープテレビの生コマーシャルと、大村のコントを織り込んだ同製品の生コマーシャル「崑ちゃんのシャープマイム」も行われていた。1960年3月15日付の毎日新聞夕刊には、番組とシャープのタイアップ広告が掲載されている。
上方喜劇界で活躍する藤山と大村を組ませたこの番組は鳴り物入りとなり、局からもスポンサーからも「ヒット間違いなし」とされていた。しかし、台本の内容がコメディアンである大村に合わせたものになっていたため、喜劇役者である藤山の芝居がかみ合わず、2人の仲は上手くいかなくなっていった。しかもスタッフが多忙ゆえに、全員が顔を合わせて企画を練り直す時間も取れないなど、十分な制作体制が整っていたとは言い難かった。番組は2人の持ち味を活かしきれないまま3か月で終了した。

## 出演者
- 谷使河原寛美：藤山寛美
- 谷使河原崑：大村崑
- 石浜裕次郎
- 三角八重
- 由美あづさ
- 若杉弥生
- 小島慶四郎
- 三浦策郎
- ほか

## スタッフ
- 原案：渋谷天外
- 作：花登筐
- 音楽：加納光記
- 演出：吉川良治、花登筐
- 主題歌：『ちゃりんぼ兄弟』の歌（作詞：花登筐 / 作曲：加納光記）

## 放送リスト
1. 毎度おおきにの巻 (3月15日)
2. 禁じられない遊びの巻 (3月22日)
3. 天国はどっちだの巻 (3月29日)
4. 似たもん兄弟の巻 (4月5日)
5. あっちこっちの巻 (4月12日)
6. 泥棒にご用心の巻 (4月19日)
7. 阿呆と恋と靴の裏の巻 (4月26日)
8. 怒るが損の巻 (5月3日)
9. 腕時計が動いているの巻 (5月10日)
10. 今日の昼突然にの巻 (5月17日)
11. 子はかすがいの巻 (5月24日)
12. 誤解は善解の巻 (5月31日)
13. お母さんは恐いの巻 (6月7日)

## ネット局
全国7局同時ネット。放送対象地域と系列は放送当時のもの。
| 放送対象地域 | 放送局           | 系列                         | 備考            |
| ------------ | ---------------- | ---------------------------- | --------------- |
| 近畿広域圏   | 関西テレビ       | フジテレビ系列               | 製作局          |
| 関東広域圏   | フジテレビ       | フジテレビ系列               |                 |
| 北海道       | 北海道放送       | ラジオ東京テレビ系列         |                 |
| 中京広域圏   | 東海テレビ       | フジテレビ系列               |                 |
| 島根県       | ラジオ山陰テレビ | ラジオ東京テレビ系列         | 現・山陰放送    |
| 岡山県       | ラジオ山陽テレビ | ラジオ東京テレビ系列         | 現・RSK山陽放送 |
| 福岡県       | 九州朝日放送     | フジテレビ系列 NETテレビ系列 |                 |

## コミカライズ
- 「原案：渋谷天外 / 原作：花登筺 / 漫画：古沢日出夫」名義で、「少年画報」（少年画報社）に連載された。